# Sporting Hasselt
Koninklijke Sporting Hasselt es un club de fútbol belga de Hasselt en la provincia de Limburgo. Está afiliado a la Real Asociación Belga con la matrícula número 3245 y tiene los colores azul-blanco-verde. El club fue creado en 2001 a partir de la fusión de KSC Hasselt con KSK Kermt. Actualmente compite en la División Nacional 1, tercer nivel del fútbol belga.

## Historia
Kermt Sports Circle fue fundado en 1927. Hasta 1940, estos clubes jugaban con la Asociación Flamenca de Fútbol, liga que competía con la Asociación Belga de Fútbol. Eventualmente hicieron el cambio a la Asociación Belga. Kermt se unió el 24 de diciembre de 1941 y se le asignó la matrícula 3245. El club ingresó a las divisiones provinciales. En la década de 1990, Kermt logró subir categorías. En 1993 ascendieron a los niveles nacionales, concretamente a Cuarta División. En 1998 salió campeón y ascendió a Tercera división.
El vecino KSC Hasselt (matrícula nº 37) era un club con una historia más rica, pero había bajado a Primera provincial. En 2001, Hasselt finalmente se fusionó con Kermt. El club de fusión se llamó Koninklijke Sporting Kermt-Hasselt y continuó jugando en Tercera con la matrícula 3245 de Kermt. Se eliminó la matrícula número 37 de KSC Hasselt. El equipo jugó sus partidos de local en Kermt.
El nuevo club descendió a Cuarta división después de su primera temporada. Después de un año, el equipo regresó a jugar de local en Hasselt y logró el ascenso a Tercera división esa temporada. En 2006 el nombre pasó a ser Koninklijke SK Hasselt y esa misma temporada el club volvió a descender. En 2008 volvió a tener futuro y se le inyectó dinero. El objetivo era llegar a la Segunda División en un periodo de cinco años. Hasselt ascendió de nuevo a Tercera división a través de la ronda final. Hasselt terminó los dos años siguientes en la zona media de la tabla, pero debido a problemas internos, las cosas fueron cada vez peor y en 2011-2012 los resultados también declinaron. El 20 de diciembre de 2011 se anunció que el club se había declarado en liquidación. La desaparición del club parece entonces inevitable pero en enero del 2012 el portero internacional Stijn Stijnen, aún en activo en el Beerschot, anuncia que quiere salvar el club. El 6 de febrero de 2012, se convierte oficialmente en presidente y su intervención permite al club terminar la temporada asegurando su supervivencia. A pesar de esto, el equipo no pudo evitar el último lugar y el descenso a Cuarta.
En el verano de 2012, el club cambió su nombre a Koninklijke Sporting Hasselt. Se contrata a un nuevo entrenador en la persona de Stefaan Van Winckel, con la misión de estabilizar el club a nivel deportivo. Lleva al club al cuarto lugar, clasificándose para la ronda final. Con victorias ante Olympia SC Wijgmaal, Union Namur y Union Saint-Gilloise, lograron ganar esa ronda final y así el club regresó a Tercera división en 2013. La temporada 2015-2016 fue aún mejor. Después de llegar a la ronda final en la competición regular, ganó la final por el 3er puesto contra La Louvière Centre. Así K Sporting Hasselt lograba subir a la Primera División Aficionada. La temporada 2016/17 comenzó con algunos momentos destacados y un partido contra el KV Mechelen en la Copa. Pero el equipo no logró mantener su posición en Primera División Aficionada. El entrenador Stijnen fue despedido como entrenador y como presidente y se renovó a casi todo el equipo. Hans Somers fue nombrado entrenador en jefe, con Jan Wuytens como jugador/entrenador auxiliar y Michel Noben como director técnico.
El 29 de agosto de 2023 se anunció que Rik Verheye y Sam Kerkhofs se habían hecho cargo del club.

## Temporada a temporada
| Temporada                                                  | División | División | División | División | División | División | Denominación               | Puntos                                                | Observaciones                                                                           |
|                                                            | I        | I        | II       | III      | IV       | P.I      |                            |                                                       |                                                                                         |
| ---------------------------------------------------------- | -------- | -------- | -------- | -------- | -------- | -------- | -------------------------- | ----------------------------------------------------- | --------------------------------------------------------------------------------------- |
| como Koninklijke Sportkring Kermt (KSK Kermt)              |          |          |          |          |          |          |                            |                                                       |                                                                                         |
| 1992/93                                                    |          |          |          |          |          | 1        | Primera Provincial Limburg |                                                       |                                                                                         |
| 1993/94                                                    |          |          |          |          | 6        |          | Cuarta C                   | 35                                                    |                                                                                         |
| 1994/95                                                    |          |          |          |          | 2        |          | Cuarta C                   | 42                                                    |                                                                                         |
| 1995/96                                                    |          |          |          |          | 5        |          | Cuarta C                   | 46                                                    |                                                                                         |
| 1996/97                                                    |          |          |          |          | 5        |          | Cuarta C                   | 44                                                    |                                                                                         |
| 1997/98                                                    |          |          |          |          | 1        |          | Cuarta C                   | 61                                                    |                                                                                         |
| 1998/99                                                    |          |          |          | 13       |          |          | Tercera B                  | 35                                                    |                                                                                         |
| 1999/00                                                    |          |          |          | 4        |          |          | Tercera B                  | 49                                                    |                                                                                         |
| 2000/01                                                    |          |          |          | 9        |          |          | Tercera B                  | 39                                                    |                                                                                         |
| como Koninklijke Sporting Kermt-Hasselt (KS Kermt-Hasselt) |          |          |          |          |          |          |                            |                                                       |                                                                                         |
| 2001/02                                                    |          |          |          | 15       |          |          | Tercera B                  | 29                                                    |                                                                                         |
| 2002/03                                                    |          |          |          |          | 6        |          | Cuarta C                   | 46                                                    |                                                                                         |
| 2003/04                                                    |          |          |          |          | 1        |          | Cuarta C                   | 66                                                    |                                                                                         |
| 2004/05                                                    |          |          |          | 13       |          |          | Tercera B                  | 31                                                    |                                                                                         |
| 2005/06                                                    |          |          |          | 7        |          |          | Tercera B                  | 44                                                    |                                                                                         |
| como Koninklijke Sportkring Hasselt (KSK Hasselt)          |          |          |          |          |          |          |                            |                                                       |                                                                                         |
| 2006/07                                                    |          |          |          | 15       |          |          | Tercera B                  | 31                                                    |                                                                                         |
| 2007/08                                                    |          |          |          |          | 4        |          | Cuarta C                   | 52                                                    | Participación en ronda final de ascenso                                                 |
| 2008/09                                                    |          |          |          |          | 2        |          | Cuarta C                   | 56                                                    | Ascenso vía ronda final                                                                 |
| 2009/10                                                    |          |          |          | 10       |          |          | Tercera B                  | 45                                                    |                                                                                         |
| 2010/11                                                    |          |          |          | 9        |          |          | Tercera B                  | 50                                                    |                                                                                         |
| 2011/12                                                    |          |          |          | 18       |          |          | Tercera B                  | 24                                                    |                                                                                         |
| como Koninklijke Sporting Hasselt (KS Hasselt)             |          |          |          |          |          |          |                            |                                                       |                                                                                         |
| 2012/13                                                    |          |          |          |          | 4        |          | Cuarta C                   | 56                                                    | Victoria en la ronda final contra Olympia SC Wijgmaal, UR Namur y Union Sint-Gillis     |
| 2013/14                                                    |          |          |          | 8        |          |          | Tercera B                  | 45                                                    |                                                                                         |
| 2014/15                                                    |          |          |          | 7        |          |          | Tercera B                  | 56                                                    | se clasificó para la ronda final, pero no participó debido a que no obtuvo una licencia |
| 2015/16                                                    |          |          |          | 4        |          |          | Tercera B                  | 60                                                    |                                                                                         |
|                                                            | 1A       | 1B       | 1Am      | 2Am      | 3Am      | P.I      |                            | desde 2016-17 hay 3 niveles nacionales y 2 regionales | desde 2016-17 hay 3 niveles nacionales y 2 regionales                                   |
| 2016/17                                                    |          |          | 13       |          |          |          | Primera Aficionada         | 26                                                    | Derrota en la ronda final contra SC Eendracht Aalst                                     |
| 2017/18                                                    |          |          |          | 13       |          |          | Segunda Aficionada         | 35                                                    | Derrota en la ronda final contra KFC Mandel United                                      |
| 2018/19                                                    |          |          |          | 2        |          |          | Segunda Aficionada         | 60                                                    | Derrota en la ronda final contra Bocholter VV                                           |
| 2019/20                                                    |          |          |          | 5        |          |          | Segunda Aficionada         | 37                                                    | Temporada cancelada en la jornada 24 debido al Covid-19                                 |
| 2020/21                                                    |          |          |          |          |          |          | División 2                 |                                                       | Temporada suspendida tras 4 jornadas por Covid-19                                       |
| 2021/22                                                    |          |          |          | 10       |          |          | División 2                 | 34                                                    |                                                                                         |
| 2022/23                                                    |          |          |          | 3        |          |          | División 2                 | 58                                                    |                                                                                         |
| 2223/24                                                    |          |          |          | 2        |          |          | División 2                 | 67                                                    | ascenso                                                                                 |